# MuseumsQuartier

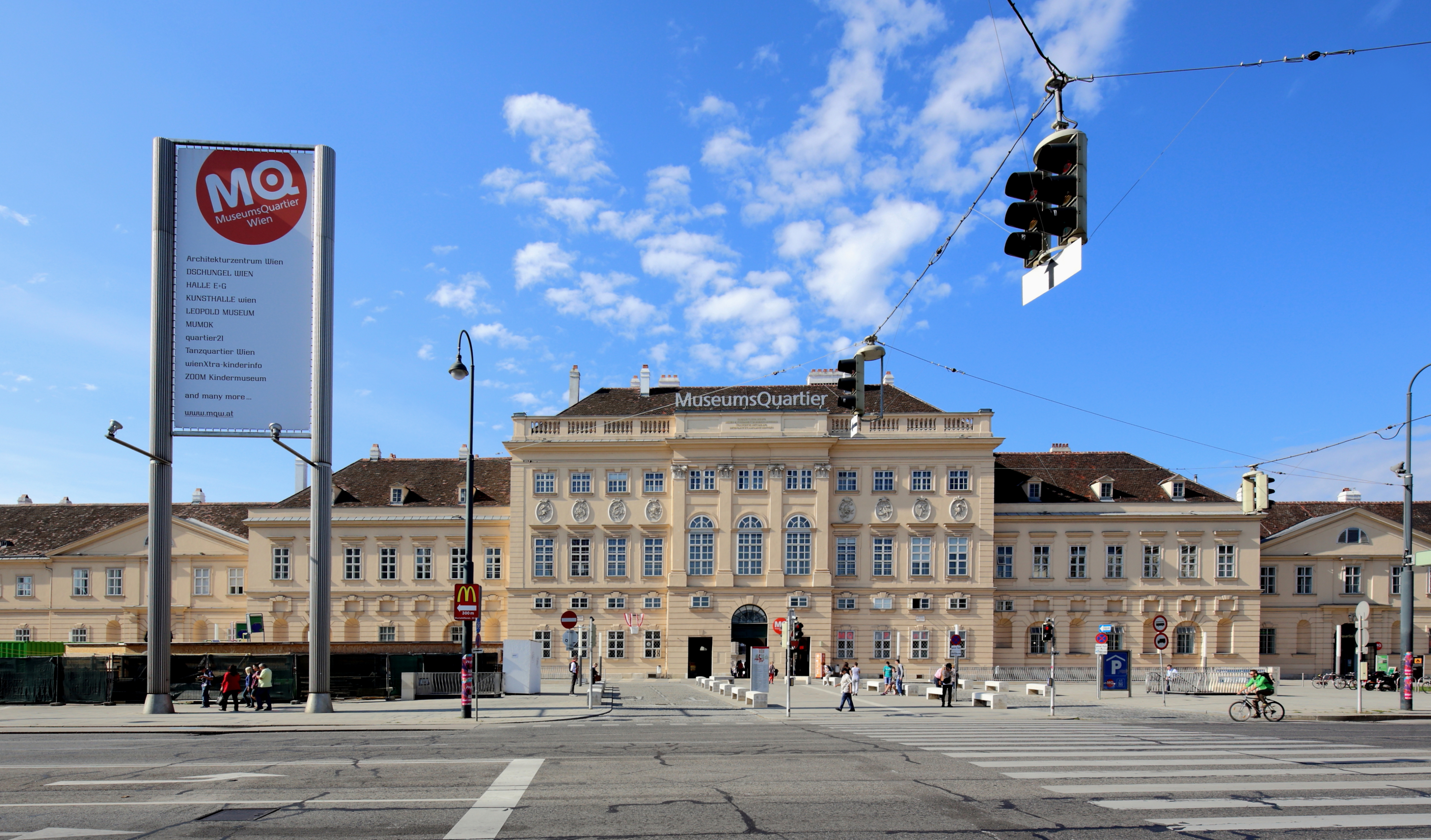
Haupteingang des MuseumsQuartiers (2014)

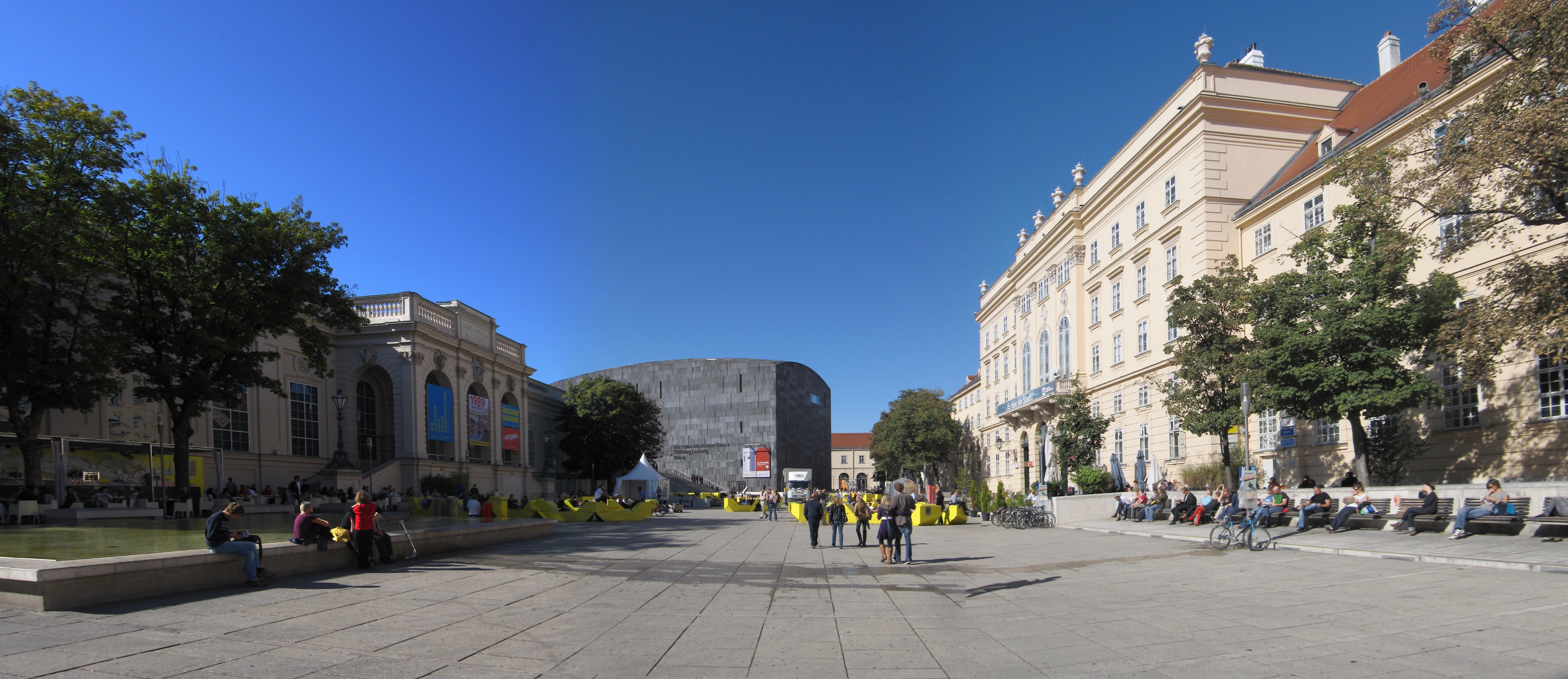
Innenhof des MuseumsQuartiers (2010)

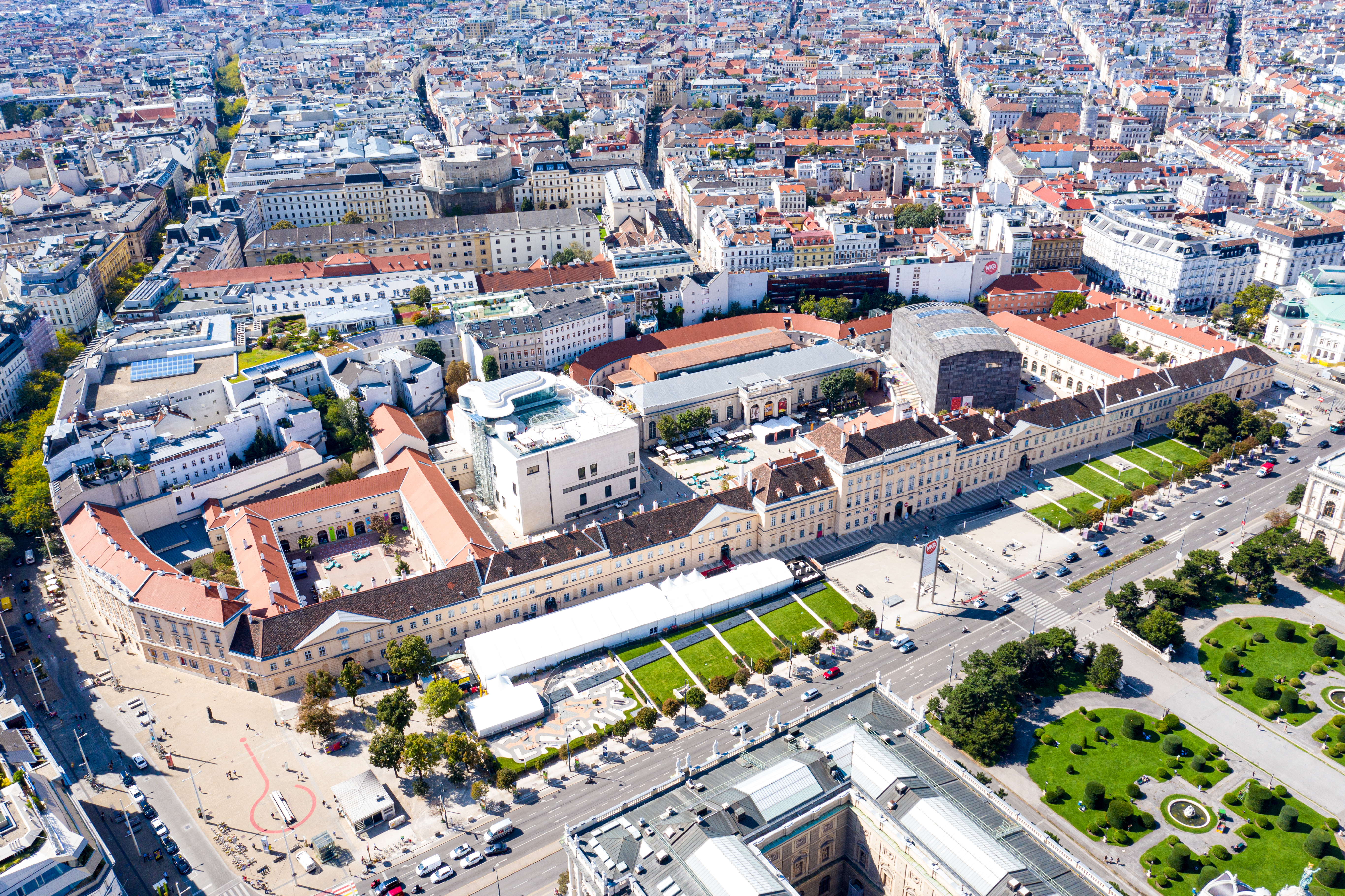
Blick über das MuseumsQuartier (2020)

Das MuseumsQuartier, kurz MQ, ist ein Areal im 7. Wiener Gemeindebezirk, Neubau, nahe dem Zentrum der Stadt. Das Angebot reicht von bildender und darstellender Kunst, Architektur, Musik, Mode, Theater, Tanz, Literatur und Kinderkultur bis zu den Neuen Medien. Zum Zeitpunkt seiner Fertigstellung war es das achtgrößte Kulturareal der Welt. Prominente Bestandteile sind das Mumok, das Leopold Museum und die Kunsthalle Wien.
Das MuseumsQuartier befindet sich, von der Ringstraße aus gesehen, jenseits des Maria-Theresien-Platzes mit Kunsthistorischem Museum und Naturhistorischem Museum, an der so genannten Zweierlinie und an der Mariahilfer Straße.
An der Ringstraße schließt die Hofburg mit ihren Museen an. Nachbar des MQ ist das Volkstheater am Arthur-Schnitzler-Platz. Das historische Gebäude der ehemaligen Hofstallungen aus dem 18. und 19. Jahrhundert ist ins MQ integriert, die Außenfassade des MQ ist die längste Barockfassade in der österreichischen Hauptstadt.
Die 1725 als kaiserliche Hofstallungen angelegten Gebäude wurden 1922 zum Messepalast umfunktioniert und entsprechend adaptiert. Im April 1998 begann der Umbau zum MQ, das drei Jahre später in zwei Etappen (Juni und September 2001) eröffnet werden konnte. Den ursprünglichen, barocken Gebäuden des Komplexes steht heute die moderne Architektur der neuen Museumsbauten gegenüber.

## Geschichte

### Hofstallungen

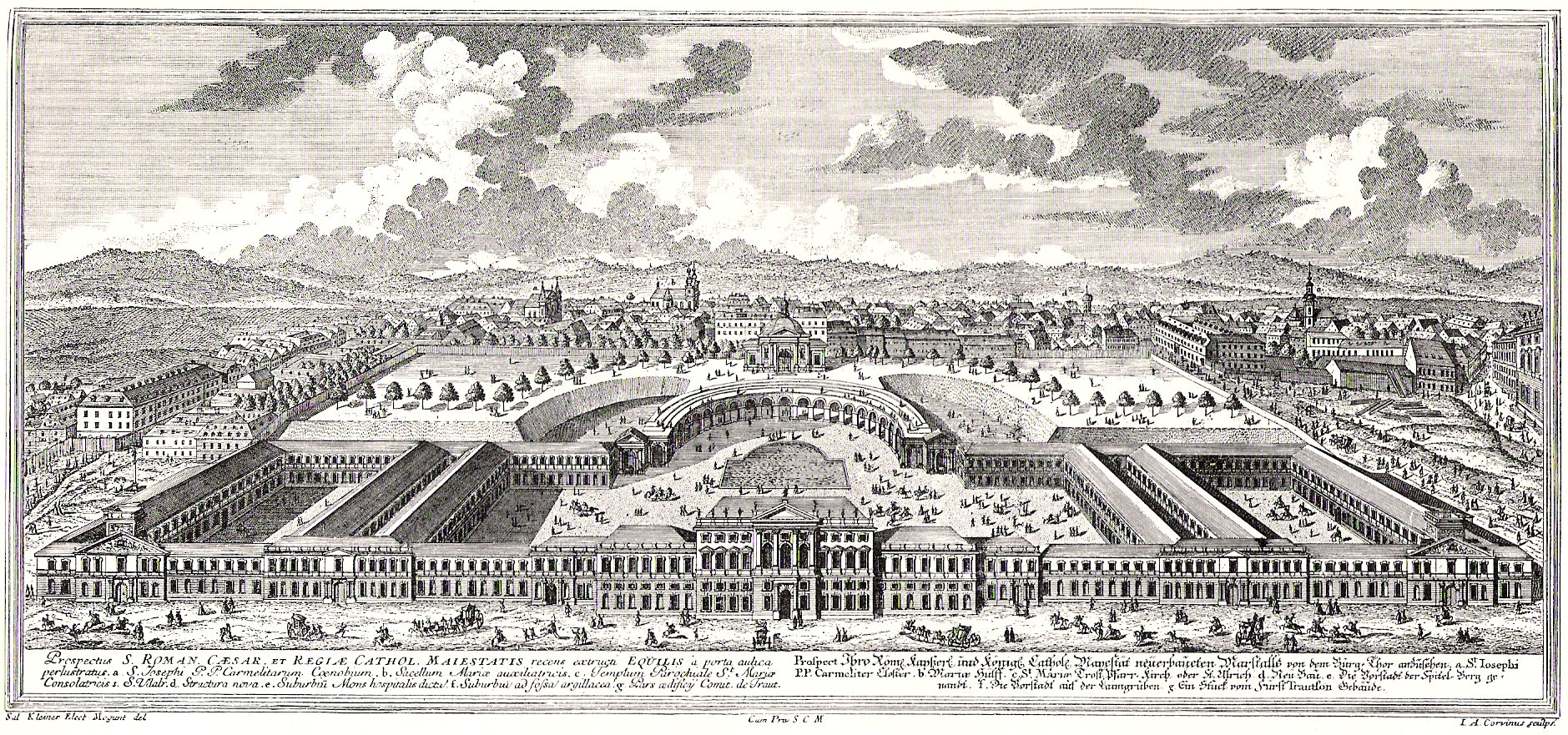
Die Hofstallungen um 1720, Stich nach Salomon Kleiner

Das heutige Haupt- und Eingangsgebäude des MuseumsQuartiers wurde ursprünglich für die Hofstallungen der Kaiser errichtet. 1713 hatte Kaiser Karl VI. den Auftrag zur Errichtung eines Hofstallgebäudes vor dem Äußeren Burgtor am Wiener Glacis an Johann Bernhard Fischer von Erlach erteilt. Der Bau wurde nach dessen Ableben 1723 von seinem Sohn Joseph Emanuel fertiggestellt, allerdings nicht im Ausmaß des ursprünglichen Entwurfs.
In den folgenden Jahren kam es zu zahlreichen Um- und Zubauten, u. a. unter Franz Joseph I.: 1850–1854 wurde die Winterreitschule im klassizistischen Stil errichtet (heute die Halle E+G). Kaiserin Elisabeth ließ 1874 im Sattlerhof eine oktogonale Reithalle errichten. Heute befindet sich darin die Bibliothek des Architekturzentrums Wien.
Nach dem Ende des Ersten Weltkrieges und der Errichtung der Republik Österreich verloren die Hofstallungen ihren einstigen Zweck. Ein Großteil der Bestände wurde versteigert.

### Messepalast
1921 wurde das Areal erstmals für Messe- und Ausstellungszwecke genutzt und in der Folge zum Messepalast umgebaut und auch umbenannt. Hinter der Winterreithalle wurde eine große Halle errichtet. Der Messebetrieb wurde von einer stadteigenen Gesellschaft geführt.
1940–1945 fanden im Messepalast Propagandaveranstaltungen des NS-Regimes statt. 1946 nahm die Wiener Messe hier ihre Tätigkeit wieder auf. Im Haupthof wurden in der Folge zwei große Hallen errichtet. Um- und Zubauten gab es bis in die 1960er Jahre.

### Umwidmung

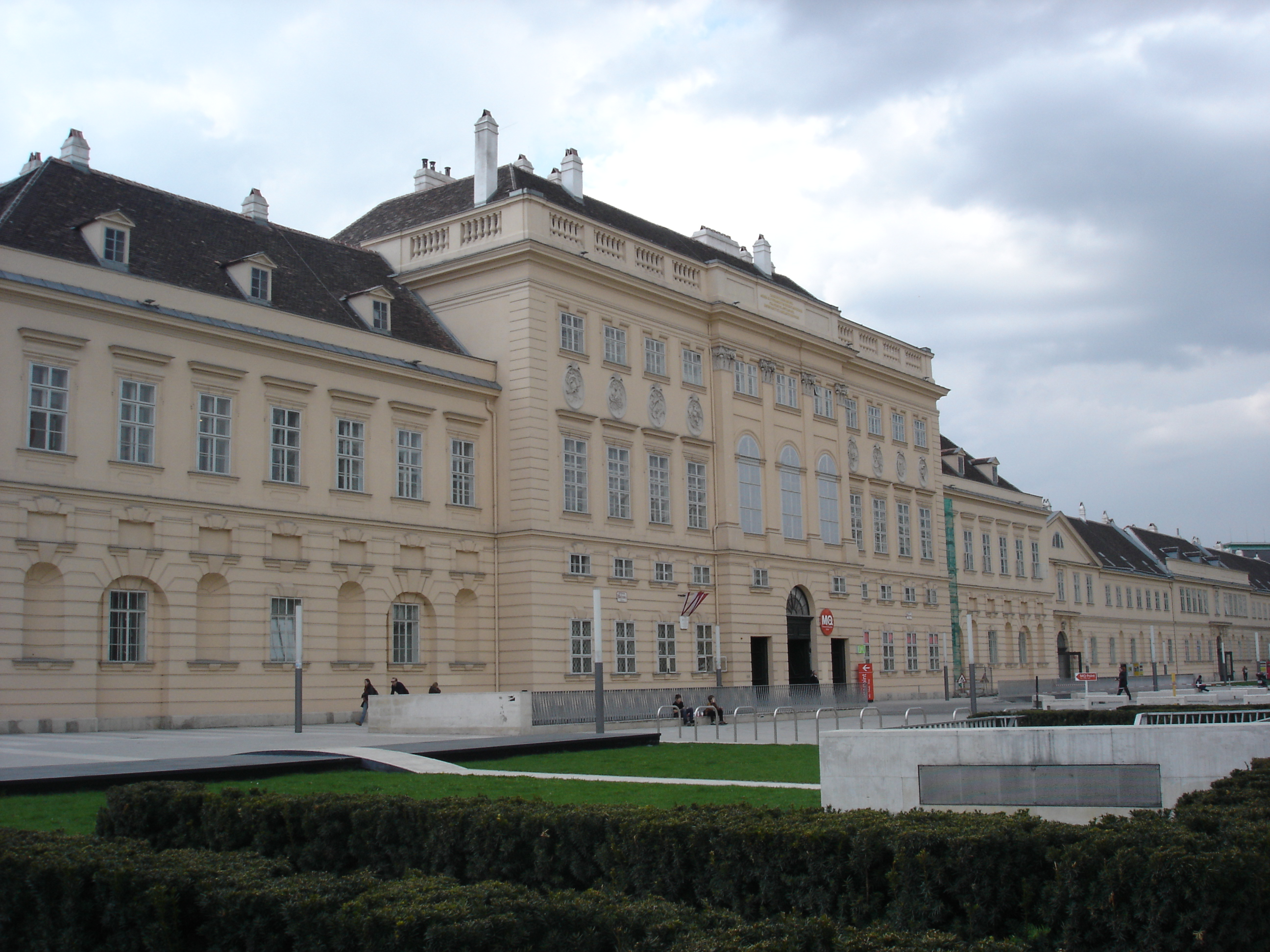
Haupteingang (2006)

1983 wurde das Konzept für ein Kulturforum in Auftrag gegeben. 1985 war der Messepalast erstmals ein Veranstaltungsort der Wiener Festwochen, die dort bald ihre Hauptspielstätte fanden. In den Jahren 1980 bis 1986 entstand eine intensive Diskussion über die angemessenere Nutzung.
1986 wurde die erste Stufe eines Architekturwettbewerbs ausgeschrieben. Für die zweite Stufe entwickelten Dieter Bogner und Dietmar Steiner ein völlig neues inhaltliches und urbanistisches Konzept. Der Wettbewerb wurde 1989/90 abgewickelt. Das Konzept hatte als inhaltliches – nicht architektonisches – Vorbild das Pariser Centre Pompidou. Ausgehend von einem Museum für moderne Kunst waren Einrichtungen für neue Medien, Film, Video- und Computerkunst vorgesehen, eine multimediale Bibliothek sollte vorhanden sein. Weiters sollte Raum für weitere zeitgenössische kulturelle Institutionen geschaffen werden: Kunsthalle Wien, Kindermuseum, Architekturzentrum etc.
In der Folge wurde ein zweistufiger Wettbewerb ausgelobt, bei dem insgesamt 88 Projekte eingereicht wurden. In der ersten Stufe wurden sieben gleichwertige Preise vergeben. In der zweiten Stufe gewann das (unterdessen stark veränderte) Projekt der Architekten Ortner & Ortner (Laurids Ortner und Manfred Ortner) durch einstimmigen Juryentscheid.
Die ursprüngliche Planung sah unter anderem zwei Türme (einen schlanken mit elliptischem Grundriss für die Bibliothek und einen zylindrischen für Büros) vor. In der Folge kam es zu jahrelangen heftigen öffentlichen Debatten, insbesondere über die Höhe der neuen Baukörper und über den so genannten Leseturm, ein schmales Hochhaus, das das Wahrzeichen des Museumskomplexes werden sollte. Im Jahre 1990 formierte sich eine Bürgerinitiative gegen das geplante Projekt. Unter anderem protestierten 1993 mehr als 140 namhafte Kunsthistoriker und Architekten gegen das Projekt, darunter der Erbauer der Louvrepyramide, Ieoh Ming Pei, und Sir Ernst Gombrich.
Das Bundesministerium für Wissenschaft und Forschung (75 %) und die Stadt Wien (25 %) gründeten im November 1990 die Museumsquartier-Errichtungs- und BetriebsgesmbH. Sie bestellten Günter Bischof und Dieter Bogner per 1. Dezember 1990 zu Geschäftsführern. Bogner amtierte bis 30. August 1994. Ein 1995 publizierter Rechnungshofbericht kritisierte, dass die Eigentümer der Gesellschaft wesentliche Entscheidungen für die MQ-Entwicklung oft zu spät getroffen haben.
Im Oktober 1994 entschied der damalige Wiener Bürgermeister Helmut Zilk gegen die Errichtung des Leseturms. Das 1996 in den Medien bereits mehrmals totgesagte Projekt wurde in der Folge redimensioniert. Nach Beiziehung des Denkmalschutzspezialisten Manfred Wehdorn wurden die Museumsneubauten, statt mit den zunächst vorgesehenen transparenten Glasfassaden, mit Natursteinfassaden und in geringerer Höhe geplant.
Im April 1998 wurde mit dem Bau begonnen. Zu negativem Medienecho während der Bauzeit kam es, als bekannt wurde, dass der kostspielige öffentliche Bau (die Gesamtkosten des Umbaus betrugen rund 150 Millionen Euro) grobe Mängel hinsichtlich der Barrierefreiheit aufwies, die aber daraufhin großteils behoben wurden. Ende Oktober 1999 erhielt diese reduzierte Variante den positiven Bescheid des Bundesdenkmalamtes. Die Fertigstellung zum damals achtgrößten Kulturareal der Welt erfolgte 2001. Die Eröffnung fand am 29. Juni 2001 statt.

### MQ Libelle

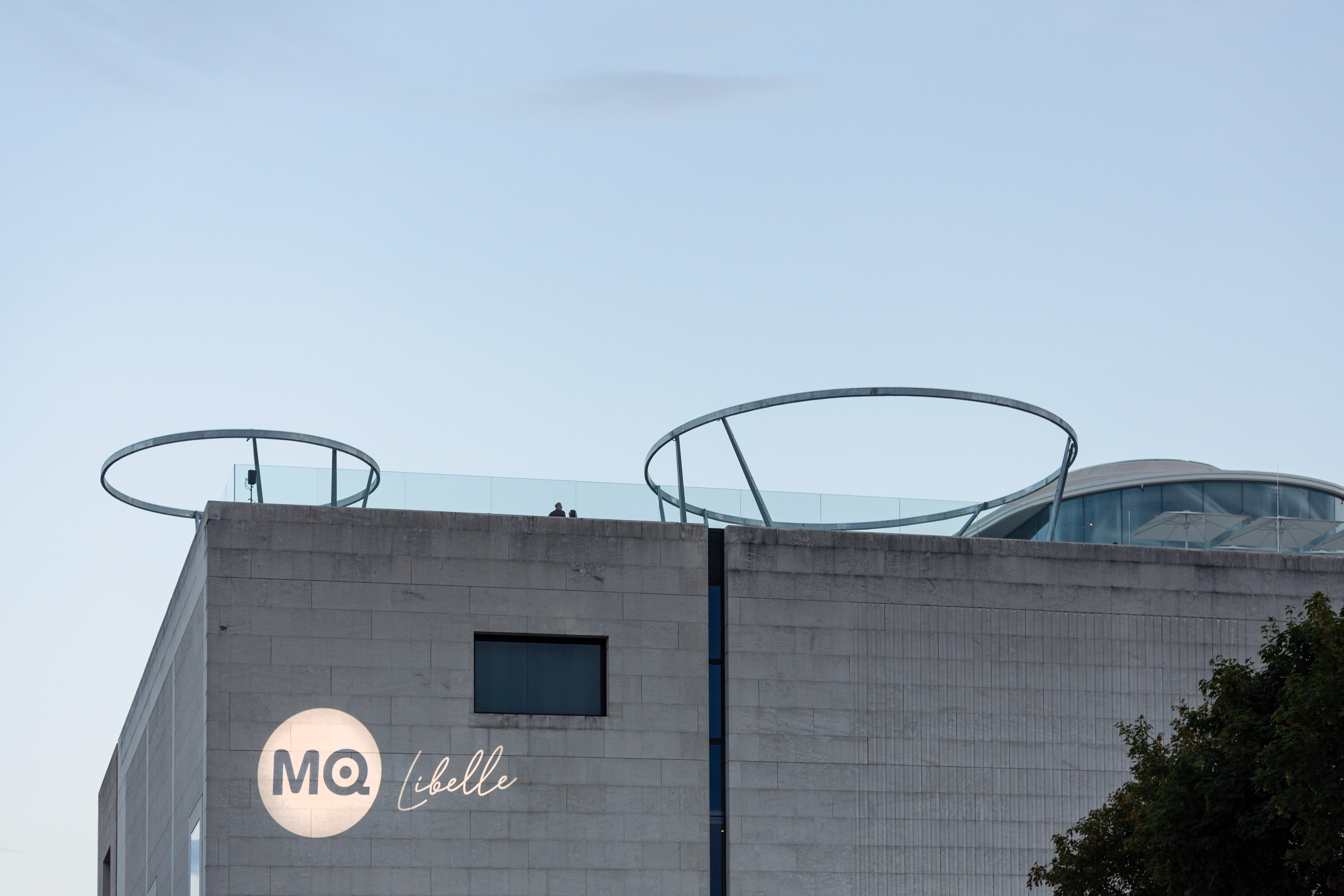
MQ Libelle (2020)

Die MQ Libelle auf dem Dach des Leopold Museums im MuseumsQuartier Wien ist ein im Jahr 2020 fertiggestelltes Baukunstwerk der Architekten Laurids und Manfred Ortner (O&O Baukunst) mit permanenten künstlerischen Interventionen von Brigitte Kowanz und Eva Schlegel. Sie ist über zwei Lifte an der Außenseite des Leopold Museums erreichbar und für Besucher kostenlos zugänglich. Auf der Terrasse gibt es einen Gastro-Kiosk mit Gastgarten. Mit der MQ Libelle wird das im Jahr 2001 eröffnete MuseumsQuartier erstmals räumlich erweitert. Die MQ Libelle ist eine Kulturfläche, Aussichtsplattform, Verweilort für Besucher des MuseumsQuartier Wien und Veranstaltungsort.

## Betriebsgesellschaft
Das MuseumsQuartier befindet sich im Eigentum der Republik Österreich (75 %) und der Stadt Wien (25 %). Vorsitzende des Aufsichtsrats war von 2008 bis 2014 Wilhelmine Goldmann, von 2014 bis 2020 Nikolaus Gretzmacher. Seit 2020 ist Peter Menasse Vorsitzender des Aufsichtsrats. Geschäftsführer war von 1999 bis zu seiner Berufung in die österreichische Bundesregierung im April 2011 Wolfgang Waldner.
Im August 2011 wurde Christian Strasser, früherer Leiter des Linzer Posthofs, als neuer Geschäftsführer vorgestellt. Sein Vertrag wurde 2015 bis 2021 verlängert. Mit 1. Jänner 2022 wechselte er zur Sozialbau AG. Zu seiner Nachfolgerin ab dem 14. Februar 2022 wurde Bettina Leidl bestellt, mit der interimistischen Geschäftsführung ab dem 1. Jänner 2022 wurde Prokuristin Silke Raßmann betraut.

## Heutige Nutzung

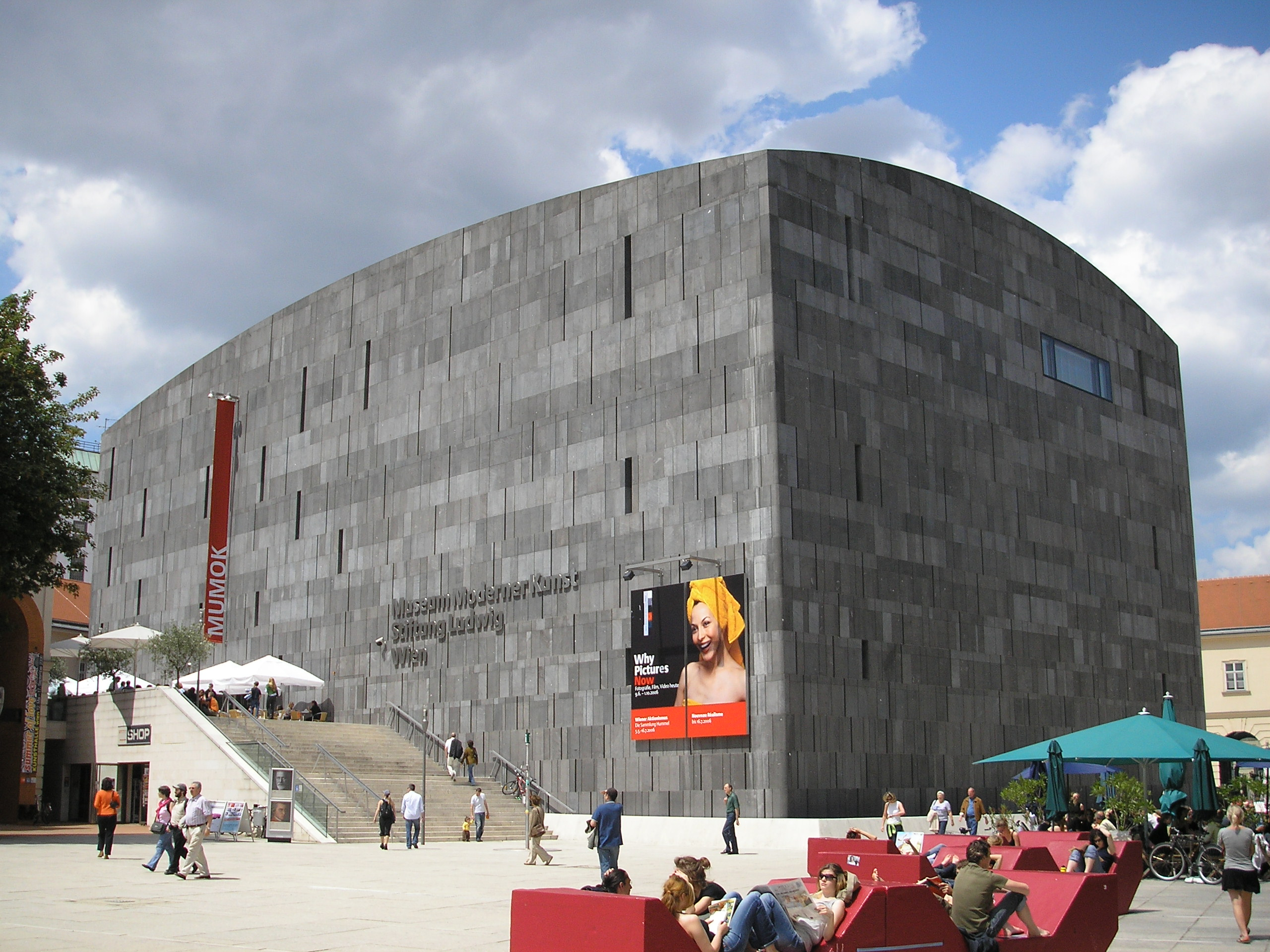
MUMOK, das Museum Moderner Kunst mit den „Enzis“ genannten Hofmöbeln davor (rot, 2006)

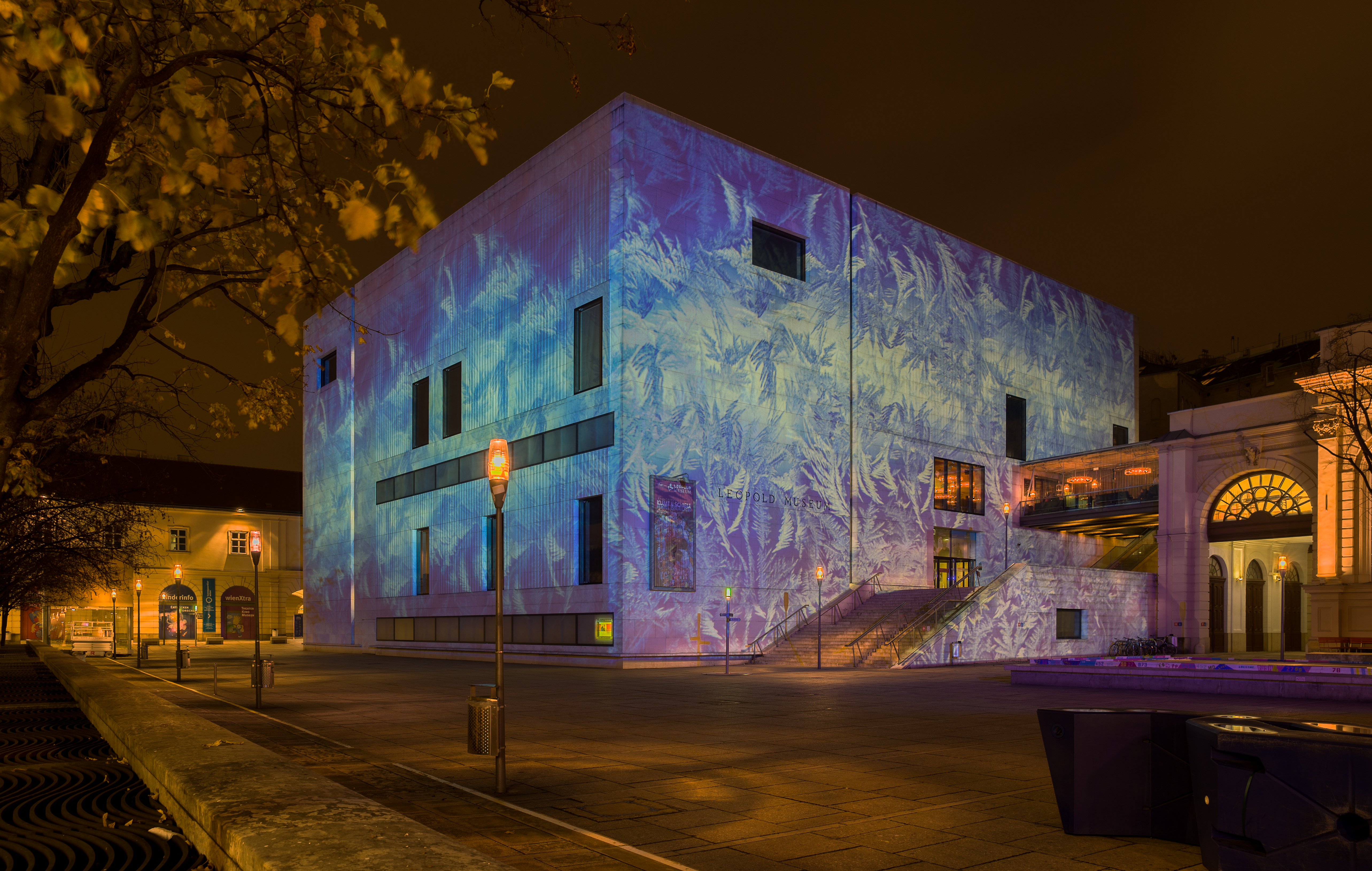
Nachtaufnahme Leopold Museum (2014)

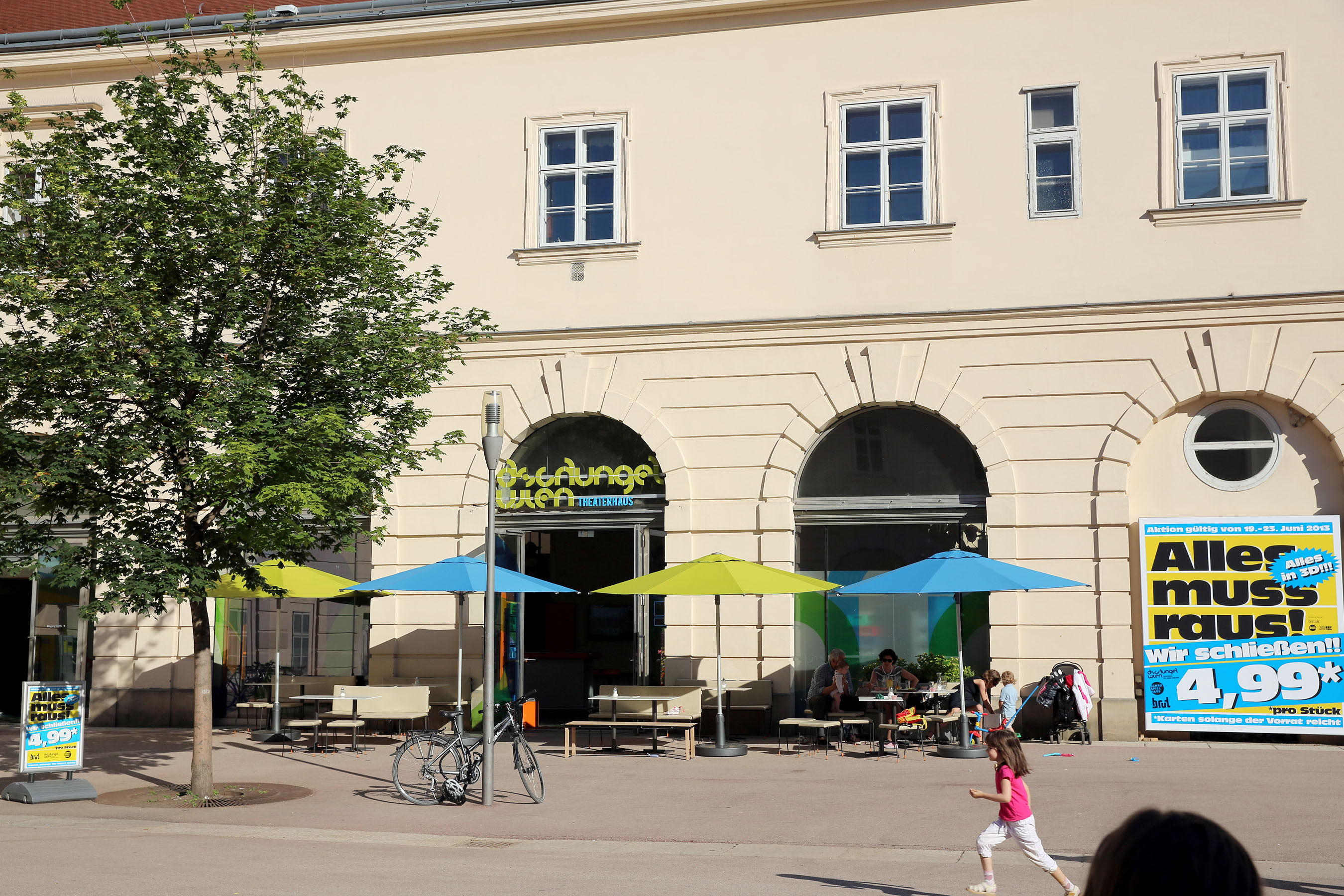
Dschungel Wien (2013)

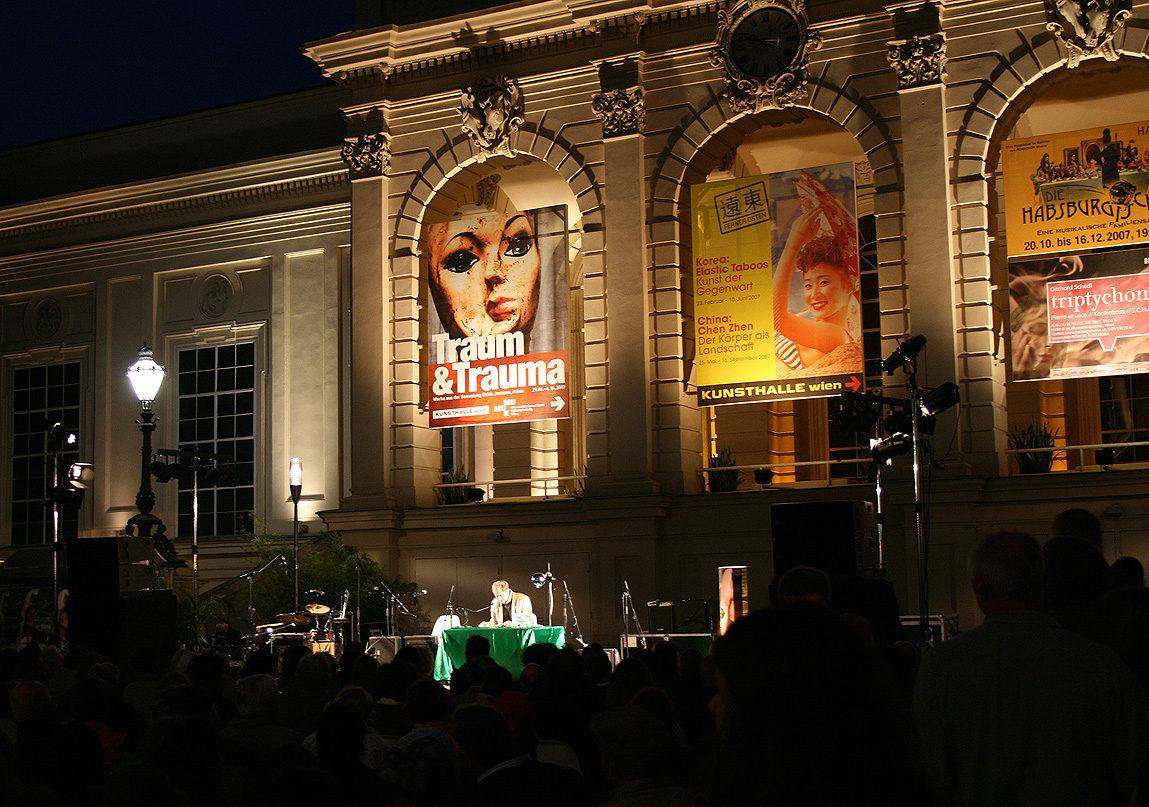
Literaturfestival O-Töne (2007)

Kunsthalle (2008)

Das MuseumsQuartier weist eine Nutzfläche von insgesamt rund 90.000 m² auf. Es beherbergt neun große Kultureinrichtungen sowie die MQ Kulturmieter:innen mit ca. 50 weiteren Initiativen, Festivals, Künstlergruppen und Kreativunternehmen, welche die Bereiche bildende Kunst, Literatur, Musik, Architektur, Design, Tanz, Theater, Performance, Mode, Indie Game Culture, Neue Medien, Kinderkultur und Freizeitkultur abdecken.
Die neun großen Kultureinrichtungen sind:
- Das MUMOK (Museum Moderner Kunst Stiftung Ludwig Wien)
- das Leopold Museum,
- die Kunsthalle Wien,
- das Architekturzentrum Wien,
- das Tanzquartier Wien,
- der Dschungel Wien, Theaterhaus für junges Publikum,
- das ZOOM Kindermuseum,
- die wienXtra-kinderinfo (eine Infostelle speziell für Kinder und Familien),
- die Halle E+G, Veranstaltungsbühne für Musik und darstellende Kunst.

Am 13. November 2023 wurde von Kulturstaatssekretärin Andrea Mayer und Finanzminister Magnus Brunner bekanntgegeben, dass das Haus der Geschichte Österreich (HdGÖ) 2028 ins MuseumsQuartier in den Trakt an der Mariahilfer Straße übersiedeln soll, das Budget für die Neugestaltung und Übersiedelung beträgt 39,3 Millionen Euro. Für das HdGÖ sollen dort 4.100 Quadratmeter zur Verfügung gestellt werden, davon 3.000 Quadratmeter als Ausstellungsfläche.

### Leopold Museum
Das Leopold Museum ist ein vom Architekturbüro Ortner & Ortner entworfener quaderförmiger Bau, der außen mit weißem Muschelkalk verkleidet ist. Es beherbergt unter anderem die weltweit größte Sammlung von Bildern des Malers Egon Schiele. Auf das Gebäude setzte die Museumsquartier-Betriebsgesellschaft 2014 bis 2016 die MQ Libelle mit Terrasse und Außenlift auf.

### Museum Moderner Kunst
Das ebenfalls von Ortner & Ortner gestaltete MUMOK (Museum Moderner Kunst) ist ein kubisches, mit Vulkangestein ummanteltes Gebäude, das ursprünglich höher geplant war und dessen zur Diskussion gestandene Stockwerke stattdessen als Kellergeschoße in die Tiefe gebaut wurden. Das MUMOK basiert auf der Österreichischen Ludwig-Stiftung des Kunstsammlerehepaars Irene und Peter Ludwig, dessen Exponate davor im 20er Haus und im Palais Liechtenstein zu sehen waren.

### Kunsthalle Wien
Direkt im Anschluss an die historische Winterreithalle befindet sich die Kunsthalle Wien mit ihren beiden Ausstellungshallen, in denen zeitgenössische Kunst gezeigt wird. Auch am Karlsplatz hat die Kunsthalle Wien einen Standort, der ebenfalls mit nationaler und internationaler Gegenwartskunst bespielt wird.
Neben der musealen Nutzung stehen im MuseumsQuartier Räume für Veranstaltungen im Rahmen der Wiener Festwochen, für das Tanzquartier Wien und das Architekturzentrum Wien zur Verfügung.
Public Netbase, eine Institution, die sich kritisch mit neuen Technologien im Bereich von Kunst und Kultur befasst, war ursprünglich in einem Trakt des MQ ansässig, musste aber Anfang 2002 wegen Unstimmigkeiten mit der MQ-Errichtungs- und Betriebs-GmbH ausziehen.

### Kulturmieter:innen

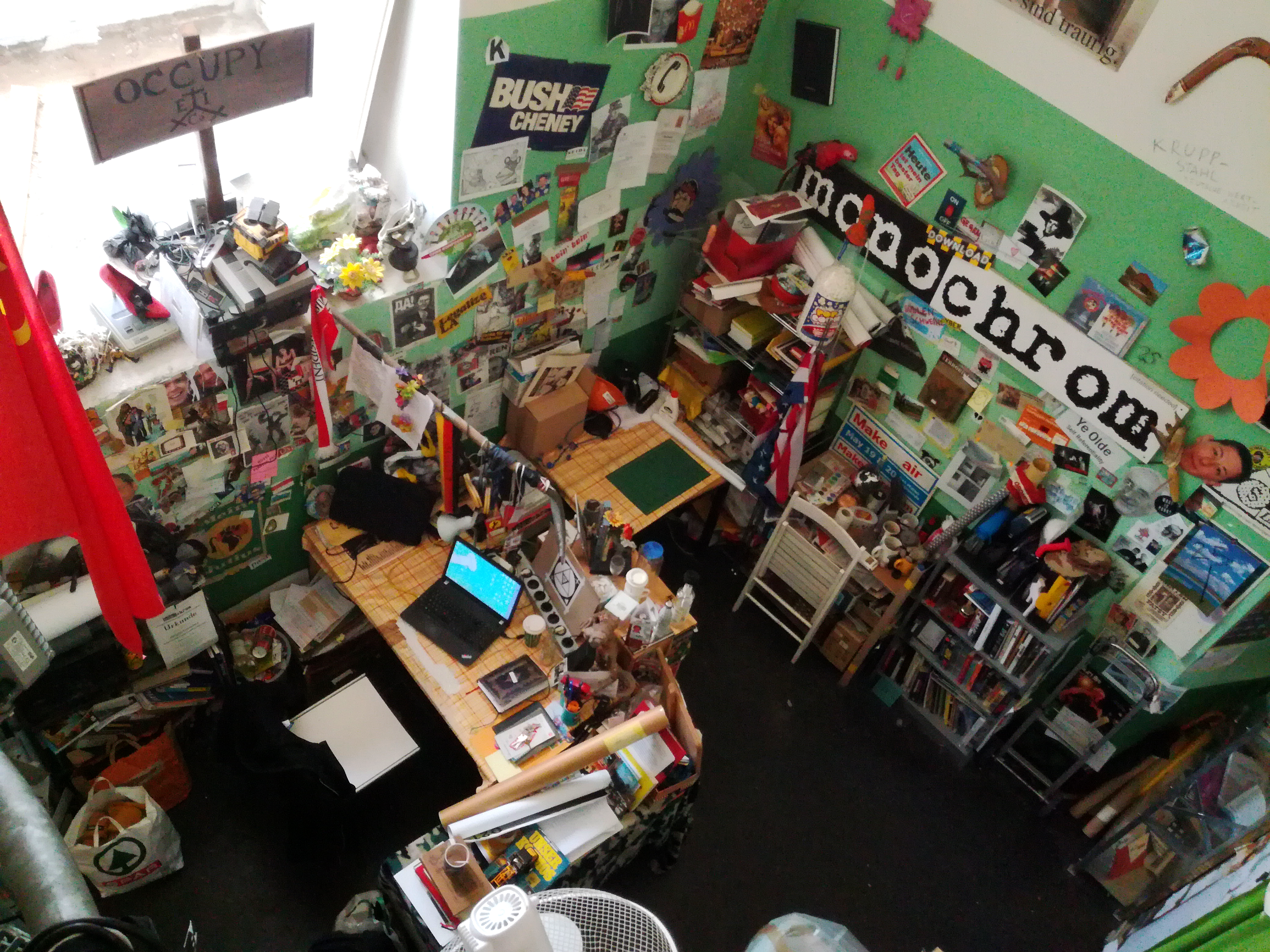
Das Büro und Labor der Kunst- und Theoriegruppe monochrom im MuseumsQuartier (Dezember 2018).

Das MuseumsQuartier ist auch Wirkungsstätte für rund 50 Initiativen, Vereine, Agenturen und Redaktionen aus dem Kulturbereich. 2002 als Q21 unter einer Dachmarke etabliert, waren die ersten Kuratoren Thomas Edlinger und Vitus Weh. Auf über 7000 m² wurden Arbeits- und Präsentationsräume für ca. 60 Initiativen, Künstlergruppen, Vereine, Festivals, Galerien, Verlage, Think Tanks und Kreativunternehmen geschaffen. Die kulturellen Institutionen agierten autonom, wobei das Q21 nicht nur als Dachmarke, sondern auch als fördernder Kommunikator diente. Ein Großteil der Initiativen, Vereine, Agenturen und Redaktionen aus dem Kulturbereich sind als MQ Kulturmieter:innen auch heute noch im MuseumsQuartier ansässig. Eine Vielzahl von Kulturbüros ist in den oberen Etagen des barocken Gebäudetraktes untergebracht.
Die Kulturanbieter:innen arbeiten in den unterschiedlichsten Feldern. Ob internationales Film- oder Tanzfestival, Indie Game Development oder Kunstbuchverlag: Die Initiativen ergänzen mit ihren Themen und Produktionsformen das Angebot der traditionellen Museen und Veranstaltungsbühnen im MuseumsQuartier Wien.
Einige betreiben kleine Präsentationsflächen oder Büros im öffentlich zugänglichen Innenbereich im Erdgeschoß des barocken Fischer-von-Erlach Traktes, den sogenannten MQ Schauräumen, die täglich von 10 bis 22 Uhr geöffnet sind (u. a. Schauraum Angewandte, EIKON-Schauraum, die eSeL-Rezeption der Kunstinitiative von Lorenz „eSeL“ Seidler oder das Büro der Künstlergruppe monochrom). Andere kuratieren die Passagen, die die Höfe des MQ miteinander verbinden. Einblicke in das Schaffen und die Arbeitsweisen der MQ Kulturmieter:innen kann man im Zuge einer Backstage Tour bekommen.

### Das Artist-in-Residence-Programm
Das internationale Artist-in-Residence-Programm des MuseumsQuartier, das in Zusammenarbeit mit Partner realisiert wird, bietet seit 2002 jährlich rund 60 internationalen Künstlern die Möglichkeit, im MuseumsQuartier zu leben und zu arbeiten, ihre künstlerischen Projekte weiterzuentwickeln und die lokale Kunst- und Kulturszene kennenzulernen. Für die Dauer von 1–2 Monaten werden dafür ein Wohnatelier auf dem MQ Areal sowie ein Stipendium zur Verfügung gestellt.
Die Künstler kommen u. a. aus den Bereichen Digitale Kultur, Bildende Kunst, Konzeptkunst, Fotografie, Film, Mode, Design, Literatur, Theorie, Klangkunst, Street Art, Game Culture, Comic Art und Medienkunst. Jährlich wird das Artist-in-Residence-Programm von ungefähr 100 Personen genutzt, so dass seit Beginn des Programms bereits mehr als 630 Künstler, Kuratoren und Wissenschaftler im MuseumsQuartier zu Gast waren, u. a. prominente Kreative wie Invader, Chase Masterson, Luc Courchesne, Jason Scott.
Ziel des Artist-in-Residence-Programms ist es zudem, durch die Einbeziehung internationaler Künstler:innen das Kunst- und Kulturgeschehen der österreichischen Hauptstadt kontinuierlich durch neue Impulse von außen zu beleben und den Austausch zu fördern. Die Artists-in-Residence profitieren von der unmittelbaren Nähe der jeweils einladenden Kulturinitiativen zu den lokalen Kulturszenen. Umgekehrt vergrößern die Initiativen durch Gastkünstler ihre internationalen Reputationen und Netzwerke.
Neben dem Bundesministerium für europäische und internationale Angelegenheiten, welches Künstler aller Genres aus Zentral- und Osteuropa zu einem Gastaufenthalt in Wien einlädt, wird das Austauschprogramm seit Beginn von tranzit.org/ERSTE Stiftung als Hauptpartner mitfinanziert. Weitere Kooperationen bestehen mit der Kultursektion des Bundesministeriums für Europa, Integration und Äußeres (Writer-in-Residence Programm mit Autoren bzw. seit 2016 Artists-in-Residence aus der Westbalkanregion), dem von tranzit.org kuratierten Austauschprogramm der „tranzit.org / Erste Stiftung“ und seit 2016 mit dem Research Institute for Arts and Technology (RIAT). Mit beiden Programmen ist beabsichtigt, den Gästen aus dem Westbalkan die Möglichkeit zur Vernetzung mit der österreichischen Kunst- und Literaturszene zu ermöglichen und ihre Arbeit in einem neuen Kontext zu entwickeln.
Einige der Artists-in-Residence sind mit ihren Arbeiten im MQ Freiraum vertreten.

### MQ Freiraum
Im Ausstellungsraum des MuseumsQuartier Wien, dem MQ Freiraum, im barocken Fischer-von-Erlach-Trakt, werden Ausstellungen zeitgenössischer Kunst präsentiert. Der Fokus liegt auf Videoarbeiten, Installationen und Kunst, die sich mit gesellschaftspolitischen Themen auseinandersetzt. Der Ausstellungsraum ist barrierefrei und bei freiem Eintritt zugänglich.

### Die Themenpassagen
Das Areal des MuseumsQuartiers wird von allen Seiten durch Passagen erschlossen. Langgestreckte, barocke Tonnengewölbe verbinden die einzelnen Höfe miteinander. Mehrere Passagen werden in Kooperation mit Kulturinitiativen und Kuratoren als Mikromuseen betrieben. Neben den dauerhaften Deckengestaltungen werden die Passagen mit wechselnden Ausstellungen bespielt, welche von externen Kuratoren gestaltet werden.
Die mittlerweile neun Passagen sind
- Literaturpassage (permanente visuelle Gestaltung von Helmut und Johanna Kandl, temporäre Ausstellungen zu jungen Autoren)
- TONSPUR passage (permanente visuelle Gestaltung von Esther Stocker, temporäre Ausstellung mit Klangkunst)
- KABINETT comic passage (Deckengemälde von Stéphane Blanquet, temporäre Ausstellungen über internationale Comic-Künstlern)
- STREET ART PASSAGE VIENNA (permanente Installationen des französischen Künstlers Invader und von Lois Weinberger, temporäre Ausstellungen zu internationalen und lokalen Street-Art-Künstlern)
- Typopassage (untersucht den Zusammenhang zwischen Text-Passagen und den Schriften, in denen sie gesetzt sind)
- Meteoritenpassage (1999 wurde in dem heranwachsenden Areal ein Meteorit als Grundstein eingesetzt)
- Brückenpassage Der Durchgang zur Burggasse wurde vom Künstler Hans Schabus konzipiert. Im Ausstellungsraum „Pfeiler“ werden skulpturale Positionen von Studierenden der Klasse Skulptur und Raum der Universität für angewandte Kunst Wien präsentiert.
- Sternenpassage In diesem „Mikromuseum für Lichterscheinungen“ werden wechselnd Künstler präsentiert, die im weiteren Sinn zum Thema Fotografie und Belichtungen arbeiten. Das Diagramm an der Decke stammt aus der Barockzeit. Zusammen mit fünf kreisrunden, leuchtenden Wandvitrinen eröffnet es einen künstlichen Himmel. Konzipiert wurde die Raumgestaltung von Sabine Jelinek.
- PERFORMANCE PASSAGE Nach einem Konzept von Christoph Meier wurde die Durchfahrt zum Tanzquartier Wien durch eine vollständig verspiegelte Decke himmelwärts verdoppelt. Wie vor der Wand eines Tanzstudios oder unter der Decke einer Diskothek kann hier jeder performen oder sich selbst betrachten. Die von Andrea Maurer konzipierte und kuratierte Bespielung der Leuchtkästen erweitert den „Raum für Poetiken des Dazwischen“ um eine sprachexperimentelle Dimension.

### Jahreszeitenschwerpunkte
In den Sommermonaten und in der Zeit zwischen Mitte November und Weihnachten gibt es Jahreszeitenschwerpunkte. Im Rahmen des Winters im MuseumsQuartier werden im Haupthof mobile Räume aufgestellt, die von Gastronomiebetrieben des Areals bespielt werden. Die Kampagnen zu den jeweiligen Schwerpunkten werden in Zusammenarbeit mit internationalen Künstlern und Illustratoren gestaltet. In den Höfen des MuseumsQuartier finden zu allen Jahreszeiten Konzerte in den Bereichen Elektronische Musik, Populärmusik, Klassische Musik und Jazz statt.
Weiters wird das Areal neben den saisonalen Freiluftprogrammen für regelmäßige Kulturveranstaltungen wie das Literaturfestival O-Töne oder Konzerte im Rahmen des Jazzfestes Wien genutzt.

### MQ Amore
MQ Amore ist ein bespielbarer Skulpturenpark am Vorplatz des MuseumsQuartiers Wien. Der Skulpturenpark kann nach den Regeln des Minigolfs bespielt werden. Neben dem Gelände befindet sich ein mobiler Pavillon, wo Schläger und Bälle ausgeborgt werden können. Der in Wien lebende Architekt Daniel Sanwald hat die Gesamtplanung des Skulpturenparks übernommen. Grundmotiv ist das Flair der italienischen Riviera und die Formensprache der 1950er Jahre. Die zwölf Werke des Skulpturenparks stammen von Anastasia Yarovenko (auf Vorschlag der Kunsthalle Wien), vom Architektenduo heri+salli (auf Vorschlag des Architekturzentrums Wien), vom Architekturbüro feld 72 (auf Vorschlag des Leopold Museum), von Bernd und Thomas Oppl (auf Vorschlag des Q21) sowie vom Künstlerduo Bildstein I Glatz (auf Vorschlag der MuseumsQuartier Errichtungs- und Betriebsgesellschaft).

### Die Hofmöbel
Während der Sommermonate sind in den Höfen des MuseumsQuartier moderne Sitzmöbel aufgestellt. Die Möbel sind Designobjekte und gleichzeitig Sitzgelegenheit für Besucher. Der zentrale Innenhof des MuseumsQuartier-Areals hat sich mittlerweile zu einem urbanen Erholungsraum entwickelt. Die Beliebtheit von Bobos Stadtwohnzimmer, wie Dietmar Steiner vom Architekturzentrum Wien den Hofbereich einmal nannte, ist einerseits auf die gastronomischen Betriebe zurückzuführen, andererseits auch auf die außerhalb der einzelnen Lokalbereiche aufgestellten, Enzis genannten MuseumsQuartier-Hofmöbel.
Die Enzis sind kombinierbare Multifunktionsmöbel, die von Anna Popelka und Georg Poduschka entworfen wurden und nach der für die Nutzung der Höfe zuständig gewesenen Prokuristin Daniela Enzi benannt sind.
Seit dem Sommer 2010 gibt es zusätzlich zu den Enzis die Enzos: Grundform und Dimension der Möbel sind gleich, aber sie sind robuster und bestehen aus recycelbaren Materialien. Sie wurden in Zusammenarbeit der Enzi-s Architektenteams PPAG und der Produktdesigner Margarita Navarro und Ludwig Slezak entworfen.
Begonnen hat alles mit einem Kunstprojekt im Jahr 2002: Nach der Eröffnung des MuseumsQuartier im Juni 2001 gab es in den Höfen bis auf wenige Holz-Sitzbänke keine Sitzgelegenheiten und auch keine künstlerische Bespielung. Der österreichische Künstler Josef Trattner entwarf daraufhin im Rahmen eines Kunstprojekts riesige Schaumstoffobjekte für das Areal, die von den Besuchern sofort begeistert angenommen und unter anderem auch als Sitzgelegenheiten genutzt wurden. Auf Grund des großen Erfolges der Aktion lud das MuseumsQuartier mehrere Architektenteams ein, vielseitig nutzbare Sitzmöbel für die MuseumsQuartier-Höfe zu entwerfen. Die Idee des Architektenteams PPAG – Anna Popelka und Georg Poduschka – überzeugte, und die MQ-Hofmöbel zogen erstmals im Winter 2002 in Form von zusammengebauten Iglus im Rahmen der Programmschiene „Winter im MQ“ im MuseumsQuartier ein. 2003 wurden die Möbel erstmals auch im Sommer aufgestellt und von den Besuchern sofort begeistert angenommen und genutzt, um sich zu entspannen oder sich mit Freunden zu treffen, und sind seitdem aus dem MuseumsQuartier nicht mehr wegzudenken.
Seit 2003 wurden die MQ Möbel in verschiedensten Farben präsentiert: schwimmbadblau (2003), hellrosa (2004), pistaziengrün (2005), freudliegenrot (2006), cremebeige (2007), „fastaustriaviolett“ (2008), zitronengelb (2009), „Lush Meadow Green“ (2012–2012), „Ivory tusk white“ (2012–2012), „Strawberry Field Red“ (2012–2012) und „Candy Shop Pink“ (2012–2012), „Tröpferlbadblau“ (2013), „Mermaid“ (2015) und „Twinnigrün“ (2017). Die Wahl der Farbe wird seit 2008 von allen am MuseumsQuartier Interessierten per Online-Voting ermittelt. Punkto Design gibt es mittlerweile verschiedene Möbel-Modelle: zusätzlich zu dem ursprünglichen Modell Enzi ist die Variante Enzo im Vergleich zu früher hohl und auf Grund einer gänzlich anderen Produktionsweise noch robuster und resistenter gegen Beschädigungen. Gleich geblieben sind hingegen die Außenkontur und die Größe der Möbel. Im Sommer 2013 wurde das Design der MuseumsQuartier Möbel erneut weiterentwickelt. Die neue Modellgeneration Viena ist eine Weiterentwicklung der bisherigen MQ Hofmöbel, auf die offenen versteifenden Verstrebungen wurde verzichtet, ein Loch in der Mitte der Sitzfläche, durch das auch das Regenwasser abfließen kann, sorgt für die nötige Stabilität und bietet Halt für Sonnenschirme. Zurück zur ursprünglichen Form vom Enzi, aber aus dem robusten Material des Enzo.
Mittlerweile haben sich die MQ Möbel zu einer echten Trademark entwickelt und werden von WienTourismus sowie der Österreich Werbung als Markenbotschafter für Wien eingesetzt. Gleichzeitig werden die Möbel auch für künstlerische Projekte genutzt: im Rahmen des Eurovision Song Contest (ESC) wurden 40 Stück der international bekannten Hofmöbel von 40 österreichischen Künstlern gestaltet. Den Künstlern wurde per Los ein Land zugeteilt, mit dem sie sich thematisch bei der Gestaltung der MQ Möbel auseinandersetzen. Kuratiert wurde die Gemeinschaftsaktion des ORF und des MuseumsQuartiers von Leopold Museum, Kunsthalle Wien und mumok, die für die Auswahl der Künstlern verantwortlich waren.
Bereits 2005 erhielt die Hofmöblierung des MuseumsQuartier Wien den Adolf Loos Staatspreis für Design in der erstmals vergebenen Kategorie „Räumliche Gestaltung“. 2007 waren die MQ Sitzgelegenheiten erstmals für den Design-Staatspreis der Bundesrepublik Deutschland nominiert.

## Filme
- MuseumsQuartier Wien (= Museums-Check. Folge 18). Reportage, 30 Min., Moderation: Markus Brock, Produktion: 3sat. Erstausstrahlung: 18. November 2012.[30]